# Przysłop (Beskid Śląski)
Przysłop (701 m n.p.m.) – przełęcz pomiędzy szczytami Pydychów Groń (751 m) i Kikula (845 m) na granicy polsko-słowackiej, na osiedlu Myto, będącym częścią Zwardonia. Przełęcz znajduje się na starej drodze tzw. „cesarce”. Do czasu przystąpienia Polski do strefy Schengen funkcjonowało tu drogowe przejście graniczne, w ciągu drogi krajowej nr 69, a w przyszłości drogi ekspresowej S69. Z miejsca dawnego przejścia roztacza się bardzo ładny widok na dolinkę Pod Mytem z trzema wyciągami oraz Pydychów Groń, Groniową (739 m), Mały Rachowiec (840 m) i Rachowiec (954 m).
W regionalizacji Polski według Jerzego Kondrackiego rejon przełęczy należy do Beskidu Śląskiego, w nowszej regionalizacji Polski znajduje się na Międzygórzu Jabłonkowsko-Koniakowskim.